# Iúlia Martíssova
Iúlia Víktorovna Martíssova (en rus: Юлия Викторовна Мартисова) (Velikie Luki, óblast de Pskov, 15 de juny de 1976) va ser una ciclista russa, professional del 2000 al 2013. S'ha proclamat Campiona nacional en ruta el 2005 i el 2008.

## Palmarès
- 2001
  - Vencedora d'una etapa al Trofeu d'Or
- 2004
  - Vencedora d'una etapa a la Gracia Orlová
- 2005
  -  Campiona de Rússia en ruta
  - Vencedora d'una etapa al Tour de l'Aude
- 2008
  -  Campiona de Rússia en ruta
  - Vencedora d'una etapa al Tour féminin en Limousin
- 2012
  - Vencedora d'una etapa a la Volta a Adiguèsia